# Ehmen
Ehmen ist ein Stadtteil im Westen der Stadt Wolfsburg, der am Bach Mühlenriede im Riedetal liegt.

## Geschichte
Das Haufendorf Ehmen wird urkundlich erstmals 942 in einer Magdeburger Urkunde als Gimin erwähnt. Um 1280 wurde der Ort Einen genannt. 1269 wird Graf Hermann von Woldenberg als Grundherr des Dorfes genannt, als er dem Aegidienkloster in Braunschweig ein Teil seines Besitzes in Ehmen übereignet. Die Edelherren von Meinersen waren um 1280 in Ehmen begütert. Sie gaben aus ihrem Eigenbesitz 3 Hufen und die Vogteirechte über 10 Hufen als Lehen an Lippold von Wendhausen.
Im 14. Jahrhundert gehörte das Dorf zum Herzogtum Braunschweig-Lüneburg und zählte 1489 27 Hofstellen. Laut einem Siedlungsverzeichnis um 1850 bestanden zu dieser Zeit 43 Bauernhöfe. Nachgewiesenermaßen wurde Mitte des 16. Jahrhunderts Ehmen Sitz eines Gografen, eines niederen Verwaltungsbeamten. Nachfahren der Gografen leben heute noch in Ehmen. Es gehörte in dieser Zeit zum Amt Fallersleben, das dem Kurfürstentum Hannover, aber auch zeitweise dem Bistum Hildesheim, unterstand.
Anfang des 20. Jahrhunderts baute die Gewerkschaft „Einigkeit I“ in Ehmen Kalisalz ab. Ab 1915 wurde zusätzlich Steinsalz gewonnen. Der Bergbau ging in Teufen zwischen 300 und 750 Meter um und beschäftigte zeitweise bis zu tausend Arbeiter. Das Grubengebäude war über zwei Schächte aufgeschlossen. Am 13. Februar 1917 ereignete sich im Bergwerk eine Explosion, bei der 31 Bergleute zu Tode kamen. In Zusammenhang mit dem Bergwerk entstanden in Ehmen auch eine Chemische Fabrik, ein Wasserturm und eine Ziegelei. 1925 wurde der Betrieb des Bergwerks und der damit verbundenen Betriebe aufgrund der niedrigen Kali-Gehalte wieder eingestellt.
1937 wurde bei Ehmen ein Großtanklager der Luftwaffe („Lufttanklager“) eingerichtet, das Anfang 1939 fertiggestellt wurde. Unterirdische Rohrleitungen transportierten den Kraftstoff zum Braunschweiger Flughafen Waggum. Anfang 1945 wurde das Gelände durch britische Bomber angegriffen und stark beschädigt. Nach dem Ende des Zweiten Weltkriegs wurden die militärischen Anlagen durch die britische Besatzungsmacht demontiert.
Ehmen lag an der Schuntertalbahn. In unmittelbarer Nähe führt die Weddeler Schleife entlang.
Am 1. Juli 1972 wurde Ehmen, das aus dem Landkreis Gifhorn stammt, in die Stadt Wolfsburg eingegliedert.
2021 wurde das schon länger nicht mehr in Betrieb befindliche Freibad abgerissen, es war 1938 als Feuerlösch- und Badeteich für das Tanklager erbaut worden.

## Politik

### Ortsrat und Ortsbürgermeister
Ehmen bildet gemeinsam mit dem benachbarten Stadtteil Mörse die Ortschaft Ehmen-Mörse, die durch einen Ortsrat vertreten wird. Ortsbürgermeister ist Peter Kassel (CDU).

### Wappen
Der Entwurf des Wappens von Ehmen stammt von dem in Isernhagen geborenen und später in Hannover lebenden Heraldiker und Wappenmaler Gustav Völker, der schon die Wappen von Großburgwedel, Mellendorf, Wunstorf und vielen anderen Ortschaften in der Region Hannover entworfen hat. Der Gemeinderat beschloss das Wappen am 26. März 1960, und der lüneburgische Regierungspräsident genehmigte es am 3. Mai desselben Jahres.
| Wappen von Ehmen | Blasonierung: „In Grün schweben über einem aus silbernen Wellen ragenden goldenen Mühlrad ein dreiblättriger silberner Lindenzweig, durchsteckt von einem goldgegrifften silbernen Schwert, das mit einem goldenen Stab schräggekreuzt ist.“ |
| Wappen von Ehmen | Wappenbegründung: In dem Wappen der früheren Gemeinde Ehmen, seit dem 1. Juli 1972 ein Stadtteil von Wolfsburg, haben drei Symbole der Justiz einen Ehrenplatz gefunden. Die Vorfahren hielten gern unter markanten Bäumen Gericht, so unter Linden (Gerichtslinden). Ehmen war früher Sitz einer Gografschaft. Das Richtschwert als nicht nur dekoratives, sondern tätiges Werkzeug der Strafgerichtsbarkeit, und der Richtstab, der sprichwörtlich über einem zum Tode verurteilten armen Sünder (oder einer Sünderin) gebrochen wurde, sind weitere Zeugnisse der strengen Rechtsordnung vergangener Zeiten. Mühlrad und Wasser stehen stellvertretend für die Mühlenriede. |

## Kultur und Sehenswürdigkeiten

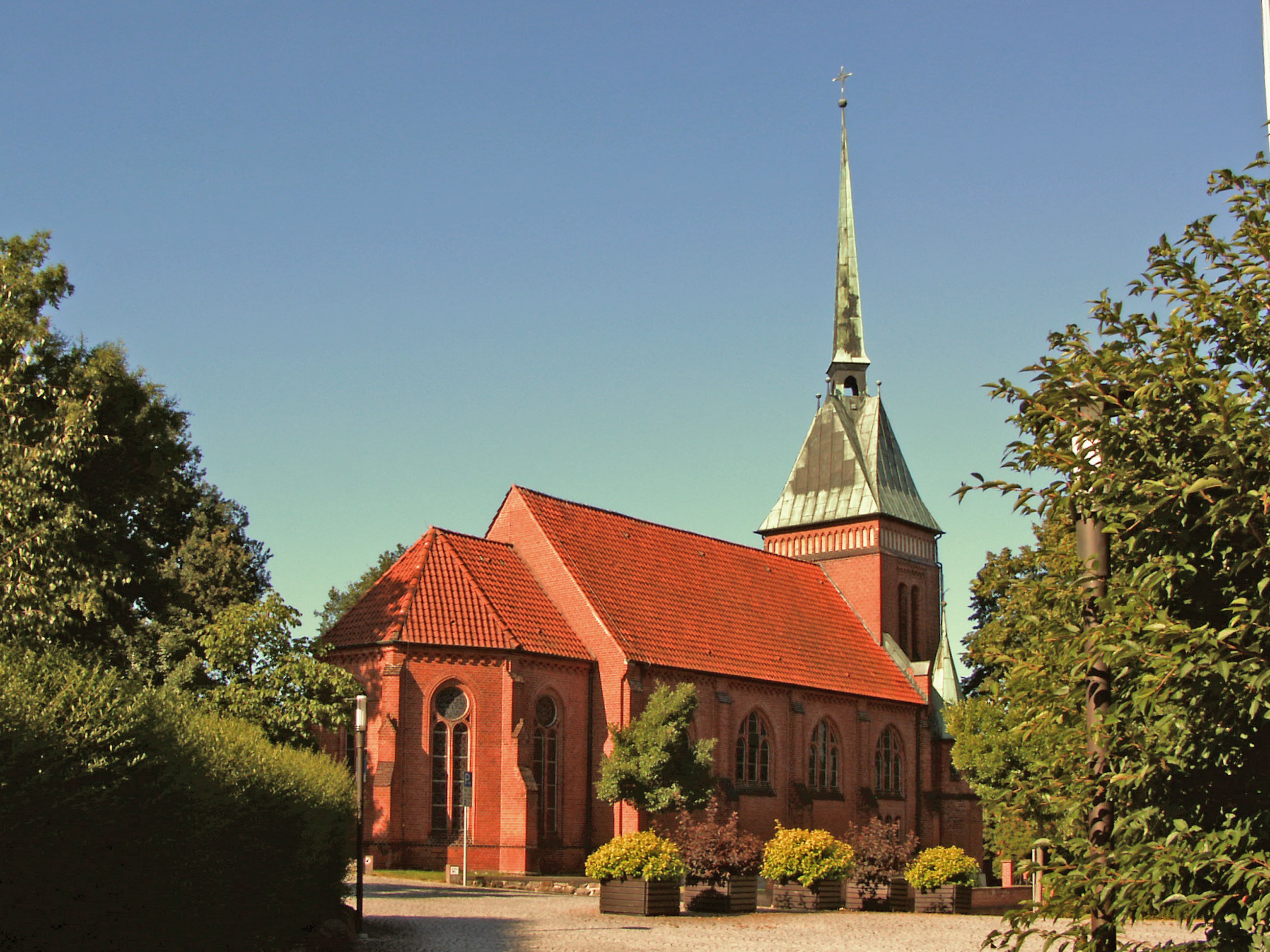
St.-Ludgeri-Kirche

- Der Bach Mühlenriede wurde an zwei Abschnitten renaturiert: Südlich von Mörse und Ehmen auf 1300 m Länge („Mühlenriede I“, 2005) und südlich von Ehmen auf 400 m Länge („Mühlenriede II“, 2008)
- Die evangelisch-methodistische Erlöserkirche wurde durch Hans-Joachim Valentin erbaut,[8] am 1. Advent 1963 erfolgte ihre Einweihung.[9] Am 1. Dezember 2019, ebenfalls am 1. Advent, fand der letzte Gottesdienst statt, und die Kirche wurde geschlossen.[10]

Kulturdenkmale:
- Die evangelisch-lutherische St.-Ludgeri-Kirche wurde 1897 als neugotischer, roter Backsteinbau errichtet. Am 29. November 2015 wurde von Dieter Rathing eine neu erbaute Kapelle eingeweiht, die als Taufkapelle und Kolumbarium dient.[12]
- Schräg hinter der Kirche am Küsterberg 9 gelegen findet sich das St. Ludgeri Gemeindehaus, ebenfalls als gotisierendes rotes Backsteingebäude. In dem 1904[13] erbauten Schulgebäude war bis nach 1962 die örtliche Schule ansässig, 1999 wurde es zum Gemeindehaus umgebaut.[14]
- Am Ortsrand von Ehmen an der Dammstraße 10 wurde die Friedhofskapelle ebenfalls als roter Backsteinbau fast zeitgleich mit der Kirche erbaut.
- Als eines der letzten noch im originalen Zustand befindliches Gebäude  des Kalischachtes besteht noch der Wasserturm. Dort steht auf einer Inschrift geschrieben: „AN DIESER STELLE WURDE VON 1889 BIS 1925 KALI UND ANDERE SALZE GEFÖRDERT“.
- An der Fallerslebener Straße 18 steht der Amtshof, bei dem Inhaber des Hofes mussten die jährlichen Abgaben entrichtet werden.
- Als sehr selten gewordene erhaltene Erinnerung an eines der wichtigsten früheren Handwerkskünste ist am Sandberg 1 die Schmiede von 1860 als kleiner Ziegelfachwerkbau zu finden.

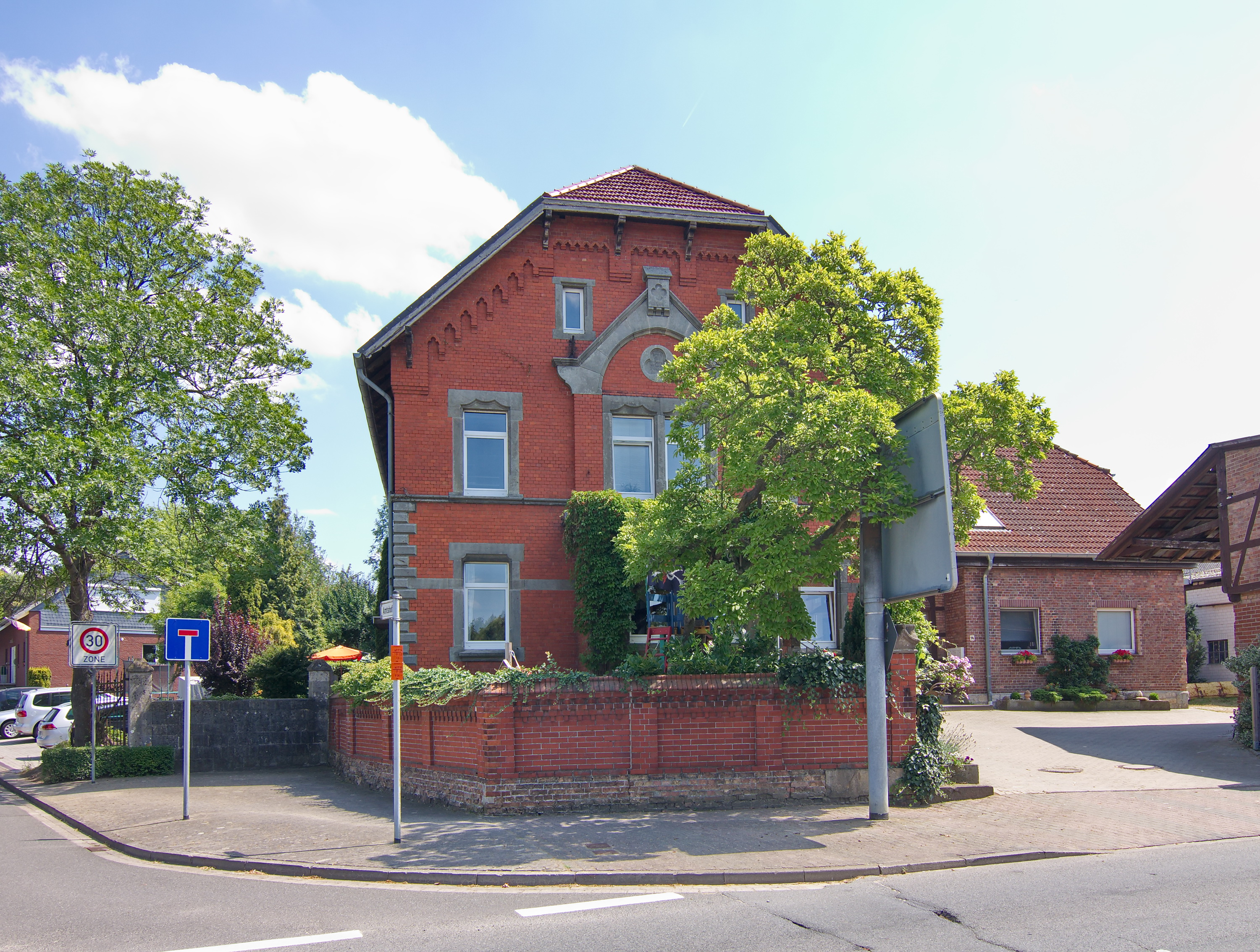
Amtshof
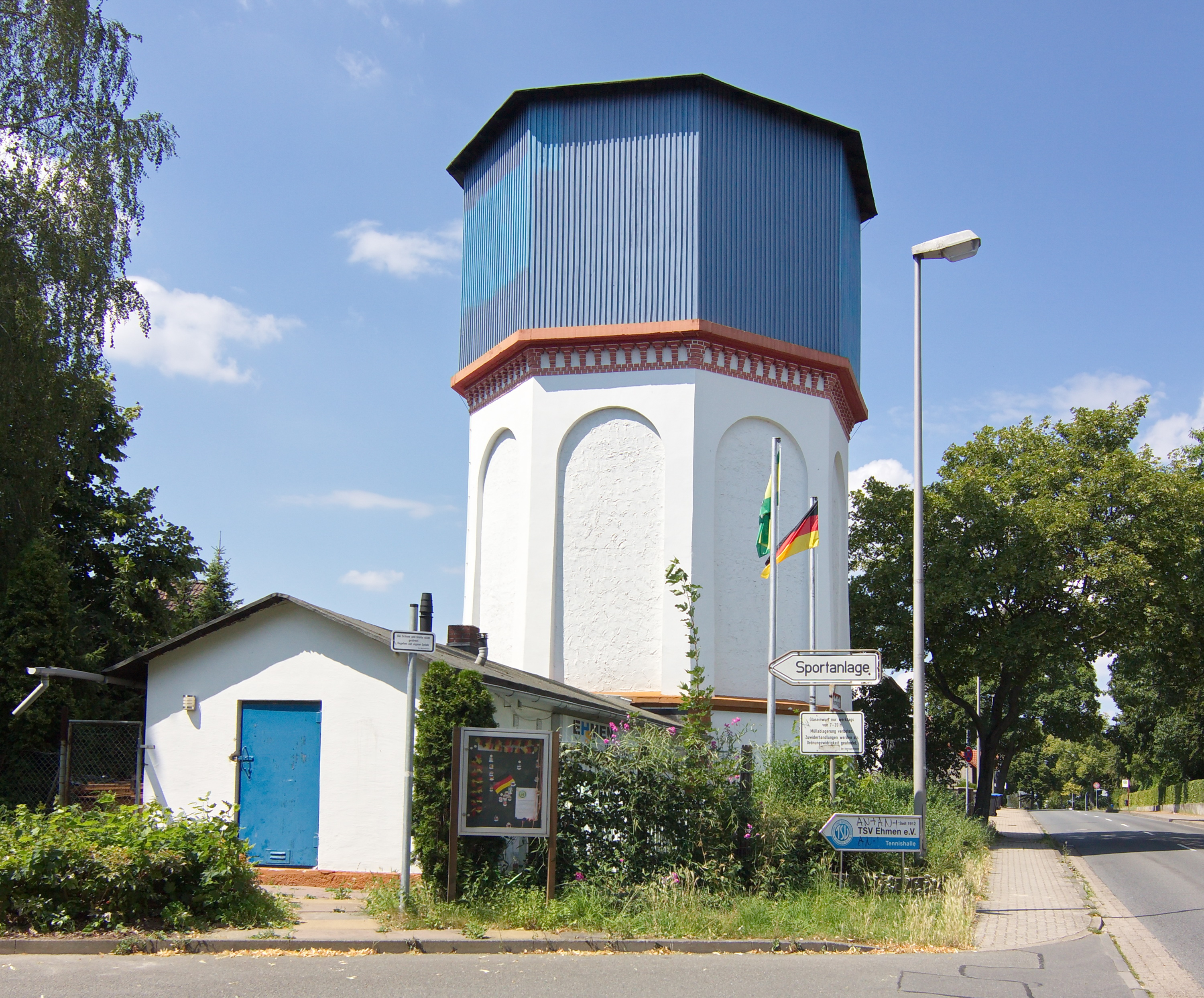
Alter Wasserturm
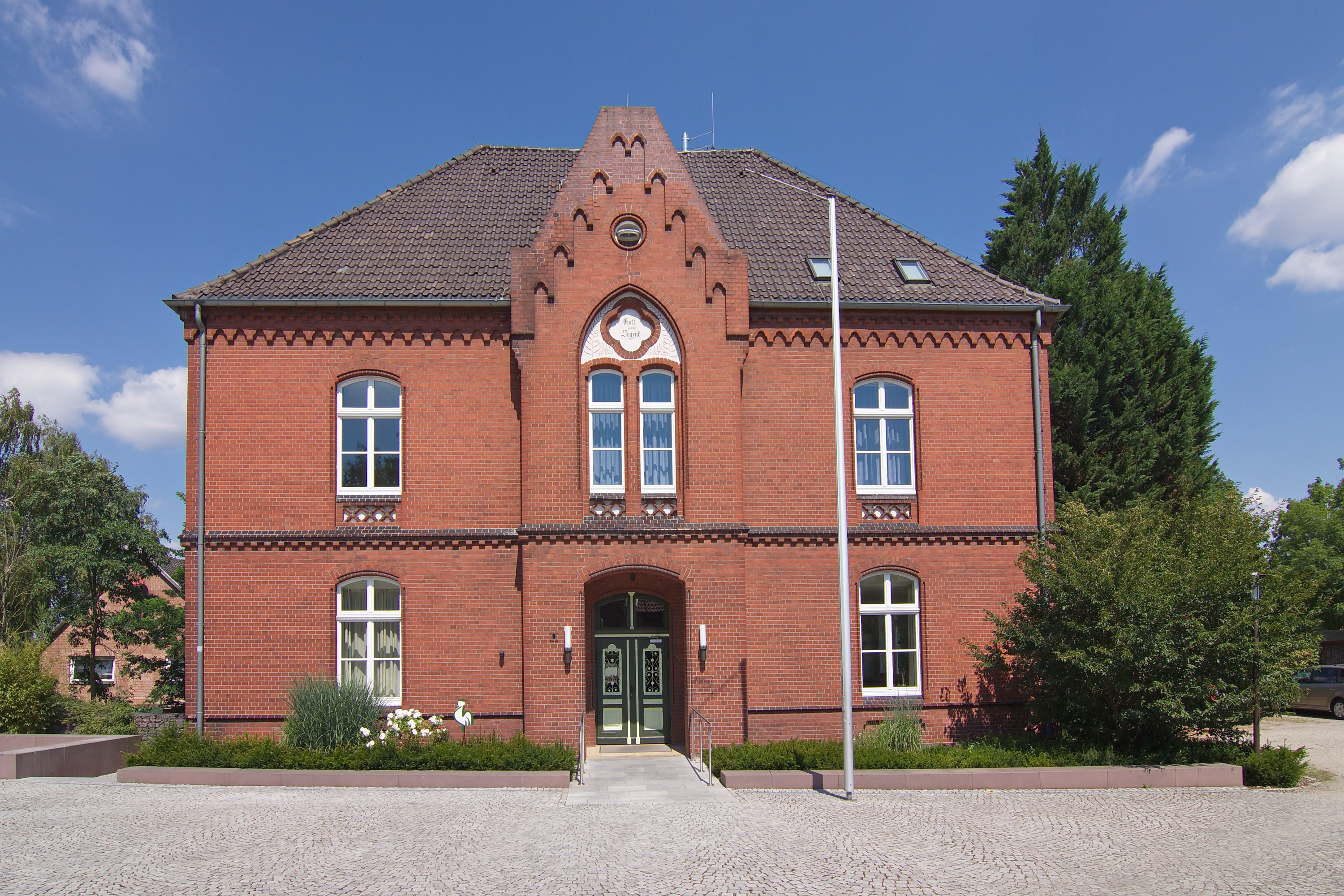
Altes Schulhaus
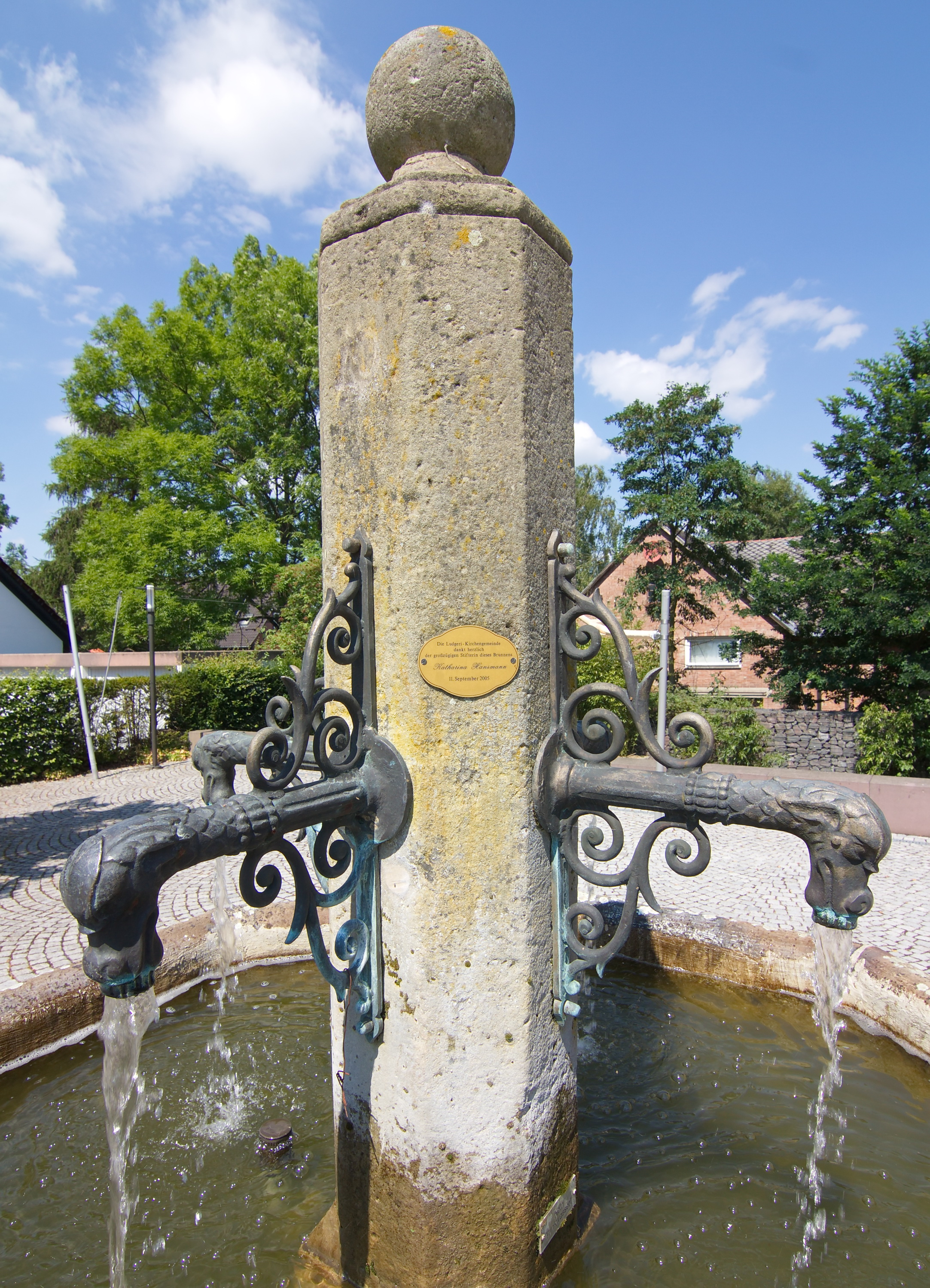
Brunnen vor dem Schulhaus

## Wirtschaft und Infrastruktur

### Bildung
Das Deutsche Rote Kreuz betreibt in Ehmen die DRK-Kindertagesstätte Ehmen am Siebsberg. Eine zweite Kindertagesstätte in derselben Trägerschaft, die DRK-Klima-Kita Ehmen, ist seit August 2022 in Betrieb, ihre offizielle Eröffnung erfolgte im Februar 2023. Das Gebäude wurde neben der bisherigen Kindertagesstätte auf ehemaligen Tennisplätzen des TSV Ehmen e. V. erbaut. In der Siedlung Kerksiek besteht seit 2008 die Kerkenkita St. Ludgeri, ihr Träger ist der Evangelisch-lutherische Kirchenkreis Wolfsburg-Wittingen.
Die einzige Schule in Ehmen ist ein dreizügiger Standort der Grundschule Ehmen-Mörse. Wie bei allen Grundschulen Wolfsburgs handelt es sich hier um eine Offene Ganztagsschule.

## Persönlichkeiten
- Hans-Peter Beck (* 1947), Ingenieur, Hochschullehrer und Fachautor